# 南安公主 (北魏)
南安公主（?—?）。
南安长公主嫁給魏太武帝母亲密皇后杜氏的兄弟杜超。杜超被封为驸马都尉，杜超和南安长公主的女儿嫁给卢鲁元的儿子卢统。后来杜超在军中被属下所杀。